# Georges Price
Pour les articles homonymes, voir Price.
Pour les autres membres de la famille, voir Familles Favre et Petitpierre.
Ferdinand-Gustave Petitpierre, né le 29 octobre 1853 à Nantes et mort le 11 février 1920 dans le 9e arrondissement de Paris, au nom de plume de Georges Price, est un avocat et homme de lettres français, auteur de nombreux essais et romans d’aventures.

## Publications
- Historiettes de France et d’Espagne, Calmann-Lévy — 1881
- L’œuvre littéraire et dramatique de Jules Amigues, Librairie de l’Indépendant littéraire — 1887
- Croquis de province[2], Messageries de la Presse — 1888
- La Maison neuve, Librairie des bibliophiles — 1888
- Paris qui passe[3], en collaboration avec Paul Belon, Préface de Jules Claretie, A. Savine — 1888
- Péché de jeunesse, A. Savine — 1889
- Petite histoire des grands journaux, C. Dalou — 1889
- Les Trois disparus du Sirius, Alfred Mame et fils — 1896
- Les Chasseurs d’épaves, Alfred Mame et fils — 1898
- Journal de la captivité de la duchesse de Berry à Blaye 1832-1833, Préface de Louis d’Hurcourt, É. Paul 1904
- La Question des chemins de fer le complément du réseau de l’état, historique du réseau de l’état, la solution nécessaire, H. Dunod et E. Pinat — 1907
- Le Rachat des chemins de fer, examen des intérêts des compagnies, du public, des finances de l’état, H. Dunod et E. Pinat — 1907
- La Rançon du sommeil, E. Flammarion — 1910
- L’Étoile du Pacifique, Alfred Mame et fils — 1911
- La Mine d'or infernale[4], Alfred Mame et fils — 1920
- La Grotte mystérieuse, Alfred Mame et fils — 1923